# European Poker Tour 2019
Résultats et tournois de la saison 2019 de l'European Poker Tour.

## Résultats et tournois

### Sotchi

#### Main Event
- Lieu : Sochi Casino and Resort, Sotchi,  Russie[1],[2]
- Prix d'entrée : 192 000 RUB[1],[2]
- Date : Du 24 au 29 mars 2019[1],[2]
- Nombre de joueurs :  758
- Prize Pool : 145 500 000 RUB
- Nombre de places payées :  111

| Place | Nom                | Prix           |
| ----- | ------------------ | -------------- |
| 1er   | Uri Gilboa         | 27 475 000 RUB |
| 2e    | Zakhar Babaev      | 16 737 000 RUB |
| 3e    | Maksim Pisarenko   | 11 865 000 RUB |
| 4e    | Ivan Ruban         | 8 953 000 RUB  |
| 5e    | Vyacheslav Mizun   | 7 091 000 RUB  |
| 6e    | Serafim Kovalevsky | 5 390 000 RUB  |
| 7e    | Francisco Benitez  | 3 850 000 RUB  |
| 8e    | Dmitry Yurasov     | 2 625 000 RUB  |

#### High Roller
- Lieu : Sochi Casino and Resort, Sotchi,  Russie[1],[3]
- Prix d'entrée : 371 000 RUB[1],[3]
- Date : Du 27 au 29 mars 2019[1],[3]
- Nombre de joueurs :  72 (+ 12)
- Prize Pool : 28 518 000 RUB
- Nombre de places payées :  11

| Place | Nom                | Prix          |
| ----- | ------------------ | ------------- |
| 1er   | Rushad Iskandarov  | 7 840 000 RUB |
| 2e    | Elvin Sarkarov     | 5 579 000 RUB |
| 3e    | Maksim Bukreev     | 3 650 500 RUB |
| 4e    | Pete Chen          | 2 807 000 RUB |
| 5e    | Valeriy Yantsevich | 2 222 500 RUB |
| 6e    | Sergey Kolyasnikov | 1 739 500 RUB |
| 7e    | Ramón Colillas     | 1 368 500 RUB |
| 8e    | Irshat Shaykhov    | 1 071 000 RUB |
| 9e    | Daniil Kiselev     | 812 000 RUB   |

### Monte-Carlo

#### Main Event
- Lieu : Sporting Monte-Carlo, Monte-Carlo,  Monaco[4],[5]
- Prix d'entrée : 5 300 €[4],[5]
- Date : Du 29 avril au 4 mai 2019[4],[5]
- Nombre de joueurs :  922
- Prize Pool : 4 471 700 €
- Nombre de places payées :  135

| Place | Nom                 | Prix      |
| ----- | ------------------- | --------- |
| 1er   | Manig Loeser        | 603 777 € |
| 2e    | Wei Huang           | 552 056 € |
| 3e    | Viktor Katzenberger | 529 707 € |
| 4e    | Ryan Riess          | 265 620 € |
| 5e    | Nicola Grieco       | 205 590 € |
| 6e    | Luís Medina         | 152 800 € |
| 7e    | Rustam Hajiyev      | 109 510 € |
| 8e    | Timothy Adams       | 78 030 €  |

#### High Roller
- Lieu : Sporting Monte-Carlo, Monte-Carlo,  Monaco[4],[6]
- Prix d'entrée : 25 000 €[4],[6]
- Date : Du 2 au 4 mai 2019[4],[6]
- Nombre de joueurs : 142
- Prize Pool : 3 374 630 €
- Nombre de places payées :  20

| Place | Nom                | Prix      |
| ----- | ------------------ | --------- |
| 1er   | Benjamin Pollak    | 705 840 € |
| 2e    | Koray Aldemir      | 655 840 € |
| 3e    | Marton Czuczor     | 364 460 € |
| 4e    | Laszlo Bujtas      | 300 340 € |
| 5e    | Michael Addamo     | 241 290 € |
| 6e    | Sergio Aido        | 188 980 € |
| 7e    | Laurynas Levinskas | 141 730 € |
| 8e    | Daniel Dvoress     | 104 610 € |
| 9e    | João Vieira        | 80 990 €  |

#### Super High Roller
- Lieu : Sporting Monte-Carlo, Monte-Carlo,  Monaco[4],[7]
- Prix d'entrée : 100 000 €[4],[7]
- Date : Du 27 au 29 avril 2019[4],[7]
- Nombre de joueurs :  34 (+ 18)
- Prize Pool : 5 045 040 €
- Nombre de places payées :  7

| Place | Nom                 | Prix        |
| ----- | ------------------- | ----------- |
| 1er   | Sergio Aido         | 1 589 190 € |
| 2e    | Jesus Cortes        | 1 147 750 € |
| 3e    | Sam Greenwood       | 731 530 €   |
| 4e    | Daniel Dvoress      | 554 950 €   |
| 5e    | Mikita Badziakouski | 428 830 €   |
| 6e    | Charlie Carrel      | 327 930 €   |
| 7e    | Wiktor Malinowski   | 264 860 €   |

### Open Madrid

#### Main Event
- Lieu : Casino Gran Madrid Torrelodones, Torrelodones,  Espagne[8],[9]
- Prix d'entrée : 1 100 €[8],[9]
- Date : Du 26 au 30 juin 2019[8],[9]
- Nombre de joueurs :
- Prize Pool :
- Nombre de places payées :

| Place | Nom            | Prix      |
| ----- | -------------- | --------- |
| 1er   | Jakub Grzegorz | 176 357 € |
| 2e    | Michael Kosmis | 140 373 € |
| 3e    | Yucheng Liu    | 83 200 €  |
| 4e    | Giuseppe Rosa  | 62 550 €  |
| 5e    | Ivaylo Panev   | 47 620 €  |
| 6e    | András Kovács  | 35 030 €  |
| 7e    | Paul Lozano    | 26 570 €  |
| 8e    | Tiago Pereira  | 18 970 €  |

#### High Roller
- Lieu : Casino Gran Madrid Torrelodones, Torrelodones,  Espagne[8],[10]
- Prix d'entrée : 5 300 €[8],[10]
- Date : 29 et 30 juin 2019[8],[10]
- Nombre de joueurs :  99 (+17)
- Prize Pool : 222 720 €
- Nombre de places payées : 17

| Place | Nom                 | Prix     |
| ----- | ------------------- | -------- |
| 1er   | Anthony Nicholls    | 34 645 € |
| 2e    | Said El-Yousfi      | 33 805 € |
| 3e    | Lipauka Vazdim      | 33 990 € |
| 4e    | Ioannis Zachmanidis | 36 440 € |
| 5e    | Jack Hildebrandt    | 16 440 € |
| 6e    | Eduardo Cardigo     | 12 960 € |
| 7e    | Vahe Martirosyan    | 9 910 €  |
| 8e    | Antonio Crocetta    | 7 460 €  |

### Barcelone

#### Main Event
- Lieu : Casino Barcelona, Barcelone,  Espagne[11],[12]
- Prix d'entrée : 5 300 €[11],[12]
- Date : Du 26 août au 1er septembre 2019[11],[12]
- Nombre de joueurs :  1 988
- Prize Pool : 9 641 800 €
- Nombre de places payées :  296

| Place | Nom              | Prix        |
| ----- | ---------------- | ----------- |
| 1er   | Simon Brandstrom | 1 290 166 € |
| 2e    | Marton Czuczor   | 1 253 234 € |
| 3e    | Rui Sousa        | 607 400 €   |
| 4e    | Diego Falcone    | 436 760 €   |
| 5e    | Giovani Torre    | 364 660 €   |
| 6e    | Yunye Lu         | 295 520 €   |

#### High Roller
- Lieu : Casino Barcelona, Barcelone,  Espagne[11],[13]
- Prix d'entrée : 10 300 €[11],[13]
- Date : Du 30 août au 1er septembre 2019[11],[13]
- Nombre de joueurs :  540
- Prize Pool : 5 238 000 €
- Nombre de places payées : 79

| Place | Nom                  | Prix      |
| ----- | -------------------- | --------- |
| 1er   | Chris Hunichen       | 841 345 € |
| 2e    | Uri Reichenstein     | 794 414 € |
| 3e    | Andreas Berggren     | 451 520 € |
| 4e    | Pablo Melogno        | 351 990 € |
| 5e    | Tibor Nagygyorgy     | 276 040 € |
| 6e    | Lander Lijo          | 216 850 € |
| 7e    | Pauli Ayras          | 161 850 € |
| 8e    | Antonios Paschalidis | 112 090 € |
| 9e    | Jack Salter          | 88 520 €  |

#### Super High Roller
- Lieu : Casino Barcelona, Barcelone,  Espagne[11],[14]
- Prix d'entrée : 100 000 €[11],[14]
- Date : Du 24 au 26 août 2019[11],[14]
- Nombre de joueurs :  64 (+15)
- Prize Pool : 6 209 280 €
- Nombre de places payées :  9

| Place | Nom                   | Prix        |
| ----- | --------------------- | ----------- |
| 1er   | Sergi Reixach         | 1 816 210 € |
| 2e    | Sam Grafton           | 1 303 950 € |
| 3e    | Daniel Tang           | 847 570 €   |
| 4e    | Kahle Burns           | 639 560 €   |
| 5e    | Tsugunari Toma        | 496 740 €   |
| 6e    | Lucas Greenwood       | 384 980 €   |
| 7e    | Steve O'Dwyer         | 304 250 €   |
| 8e    | Rui Ferreira          | 235 950 €   |
| 9e    | Mikalai Vaskaboinikau | 180 070 €   |

### Open Sotchi

#### Main Event
- Lieu : Sochi Casino and Resort, Sotchi,  Russie[15],[16]
- Prix d'entrée : 133 000 RUB[15],[16]
- Date : Du 9 au 13 octobre 2019[15],[16]
- Nombre de joueurs :  879
- Prize Pool : 103 370 400 RUB
- Nombre de places payées :  127

| Place | Nom                       | Prix           |
| ----- | ------------------------- | -------------- |
| 1er   | Yi Ye                     | 19 306 000 RUB |
| 2e    | Giorgii Skhulukhiya       | 11 722 200 RUB |
| 3e    | Natalia Panchenko         | 8 269 800 RUB  |
| 4e    | Lidia Kozenkova           | 6 202 000 RUB  |
| 5e    | Egor Sukhov               | 4 889 500 RUB  |
| 6e    | Abda Ali Khan Abdul Mamen | 3 659 600 RUB  |
| 7e    | Vladislav Petrov          | 2 573 900 RUB  |
| 8e    | Boris Kitov               | 1 808 800 RUB  |

#### High Roller
- Lieu : Sochi Casino and Resort, Sotchi,  Russie[15],[17]
- Prix d'entrée : 258 000 RUB[15],[17]
- Date : 12 et 13 octobre 2019[15],[17]
- Nombre de joueurs :  95 (+ 21)
- Prize Pool : 27 080 200 RUB
- Nombre de places payées : 17

| Place | Nom              | Prix          |
| ----- | ---------------- | ------------- |
| 1er   | Sergey Konovalov | 6 813 800 RUB |
| 2e    | Job Greben       | 4 603 900 RUB |
| 3e    | Tobias Peters    | 2 992 500 RUB |
| 4e    | Ali Ferenix      | 2 478 000 RUB |
| 5e    | Garik Tamasyan   | 1 998 500 RUB |
| 6e    | Andrey Bondar    | 1 576 400 RUB |
| 7e    | Igor Khachaturov | 1 205 400 RUB |
| 8e    | Dmitry Yurasov   | 907 200 RUB   |
| 9e    | Andrey Pateychuk | 676 900 RUB   |

### Prague

#### Main Event
- Lieu : Casino Atrium Prague, Prague,  République tchèque[18],[19]
- Prix d'entrée : 5 300 €[18],[19]
- Date : Du 11 au 17 décembre 2019[18],[19]
- Nombre de joueurs :  1 154
- Prize Pool : 5 596 900 €
- Nombre de places payées :  167

| Place | Nom            | Prix        |
| ----- | -------------- | ----------- |
| 1er   | Mikalai Pobal  | 1 005 600 € |
| 2e    | Norbert Szécsi | 598 880 €   |
| 3e    | Ricardo Rocha  | 421 450 €   |
| 4e    | Gaby Livshitz  | 316 780 €   |
| 5e    | Tomás Paiva    | 241 230 €   |
| 6e    | Luke Marsh     | 177 420 €   |
| 7e    | Laurent Michot | 134 610 €   |
| 8e    | Dietrich Fast  | 96 100 €    |

#### High Roller
- Lieu : Casino Atrium Prague, Prague,  République tchèque[18],[20]
- Prix d'entrée : 10 300 €[18],[20]
- Date : Du 15 au 17 décembre 2019[18],[20]
- Nombre de joueurs :  235
- Prize Pool : 2 473 500 €
- Nombre de places payées : 31

| Place | Nom               | Prix      |
| ----- | ----------------- | --------- |
| 1er   | Tsugunari Toma    | 523 120 € |
| 2e    | Simon Löfberg     | 352 230 € |
| 3e    | Simon Pedersen    | 248 340 € |
| 4e    | Matthias Eibinger | 201 340 € |
| 5e    | Yunye Lu          | 159 290 € |
| 6e    | Gianluca Speranza | 120 950 € |
| 7e    | Masato Yokosawa   | 88 300 €  |
| 8e    | Rainer Kempe      | 64 560 €  |
| 9e    | George Wolff      | 53 430 €  |

#### Super High Roller
- Lieu : Casino Atrium Prague, Prague,  République tchèque[18],[21]
- Prix d'entrée : 50 000 €[18],[21]
- Date : Du 9 au 11 décembre 2019[18],[21]
- Nombre de joueurs :  44
- Prize Pool : 2 134 440 €
- Nombre de places payées :  6

| Place | Nom                  | Prix      |
| ----- | -------------------- | --------- |
| 1er   | Stephen Chidwick     | 725 710 € |
| 2e    | Bertrand Grospellier | 501 590 € |
| 3e    | Adrián Mateos        | 320 170 € |
| 4e    | Steve O'Dwyer        | 245 460 € |
| 5e    | Jean-Noël Thorel     | 192 100 € |
| 6e    | Ben Heath            | 149 410 € |